# Jerónimo Amione
Jerónimo Arturo Amione Cevallos (ur. 31 marca 1990 w mieście Meksyk) – meksykański piłkarz pochodzenia libańskiego występujący na pozycji napastnika.

## Kariera klubowa
Amione – syn Libańczyka i Meksykanki – rozpoczynał swoją karierę jako nastolatek w trzecioligowym zespole Teca Huixquilucan, z którego za sprawą udanych występów  przeniósł się do trzecioligowego Club Tecamachalco. Tam również występował przez rok jako podstawowy zawodnik, po czym przeszedł do współpracującego z Tecamachalco klubu Atlante FC z miasta Cancún, występującego w najwyższej klasie rozgrywkowej. Po pół roku spędzonym w drużynach juniorskich, został włączony do pierwszego zespołu przez szkoleniowca José Guadalupe Cruza. W meksykańskiej Primera División zadebiutował jako dwudziestolatek, 23 kwietnia 2010 w przegranym 2:3 spotkaniu z Estudiantes Tecos, w którym strzelił również pierwszego gola w pierwszej lidze. W wiosennym sezonie Clausura 2013 dotarł z Atlante do finału krajowego pucharu – Copa MX, jednak przez większość swojego czteroletniego pobytu w tym klubie pełnił rolę rezerwowego, walcząc o utrzymanie w najwyższej klasie rozgrywkowej.
Latem 2013 Amione zasilił ekipę Cruz Azul ze stołecznego miasta Meksyk. Tam w 2014 roku triumfował w najbardziej prestiżowych rozgrywkach Ameryki Północnej – Lidze Mistrzów CONCACAF, jednak był wyłącznie rezerwowym dla graczy takich jak Mariano Pavone czy Mauro Formica, wobec czego w lipcu 2014 udał się na wypożyczenie do klubu Deportivo Toluca. Tam – również w roli rezerwowego – spędził rok bez większych sukcesów, zaś w styczniu 2016 został wypożyczony po raz kolejny; tym razem do zespołu Puebla FC.

## Kariera reprezentacyjna
W październiku 2011 Amione został powołany przez Luisa Fernando Tenę do reprezentacji Meksyku U-23 na Igrzyska Panamerykańskie w Guadalajarze. Tam pełnił rolę podstawowego zawodnika drużyny, tworząc skuteczny duet napastników z Oribe Peraltą i wystąpił we wszystkich pięciu spotkaniach (w czterech w wyjściowej jedenastce), zdobywając w nich trzy gole – dwa w fazie grupowej z Urugwajem (5:2) i jednego w finale z Argentyną (1:0). Po finałowym zwycięstwie, w którym strzelił decydującą bramkę, Meksykanie zdobyli złoty medal na męskim turnieju piłkarskim. Pięć miesięcy później znalazł się w składzie na północnoamerykański turniej eliminacyjny do Igrzysk Olimpijskich w Londynie, gdzie tym razem był jednak tylko rezerwowym piłkarzem kadry, pojawiając się na boisku w dwóch na pięć możliwych meczów (w jednym w pierwszym składzie), natomiast jego drużyna triumfowała ostatecznie w rozgrywkach po pokonaniu w finale po dogrywce Hondurasu (2:1).

## Statystyki kariery
| Teca H       | 2007–2008 | Meksyk | Tercera División | 31  | 25 | —  | — | —   | — | — | 31  | 25 |
| Teca H       | 2007–2008 | Meksyk | Segunda División | 9   | 2  | —  | — | —   | — | — | 9   | 2  |
| Tecamachalco | 2008–2009 | Meksyk | Segunda División | 23  | 3  | —  | — | —   | — | — | 23  | 3  |
| Atlante      | 2009–2010 | Meksyk | Liga MX          | 1   | 1  | —  | — | —   | — | — | 1   | 1  |
| Atlante      | 2010–2011 | Meksyk | Liga MX          | 20  | 4  | —  | — | —   | — | — | 20  | 4  |
| Atlante      | 2011–2012 | Meksyk | Liga MX          | 16  | 1  | —  | — | —   | — | — | 16  | 1  |
| Atlante      | 2012–2013 | Meksyk | Liga MX          | 16  | 2  | 13 | 4 | —   | — | — | 29  | 6  |
| Cruz Azul    | 2013–2014 | Meksyk | Liga MX          | 19  | 2  | —  | — | LMC | 4 | 1 | 23  | 3  |
| Toluca       | 2014–2015 | Meksyk | Liga MX          | 26  | 2  | 9  | 4 | —   | — | — | 35  | 6  |
| Cruz Azul    | 2015–2016 | Meksyk | Liga MX          | 1   | 0  | 6  | 1 | —   | — | — | 7   | 1  |
| Puebla       | 2015–2016 | Meksyk | Liga MX          | 7   | 0  | —  | — | —   | — | — | 7   | 0  |
| Puebla       | 2016–2017 | Meksyk | Liga MX          | 0   | 0  | 0  | 0 | —   | — | — | 0   | 0  |
| Ogółem       | Ogółem    | Ogółem | Ogółem           | 169 | 42 | 28 | 9 | LMC | 4 | 1 | 201 | 52 |

- LMC – Liga Mistrzów CONCACAF